# Alexéi Axenov
Aleksey Aksyonov (Rusia, 10 de diciembre de 1987) es un atleta ruso, especialista en la prueba de 4x400 m en la que llegó a ser campeón europeo en 2010.

## Carrera deportiva
En el Campeonato Europeo de Atletismo de 2010 ganó la medalla de oro en los relevos 4x400 metros, con un tiempo de 3:02.14 segundos, llegando a meta por delante de Reino Unido y Bélgica, siendo sus compañeros de equipo: Maksim Dyldin, Pável Trenijin y Vladimir Krasnov.